# Miejska Dąbrowa
Miejska Dąbrowa – wieś sołecka w Polsce położona w województwie mazowieckim, w powiecie kozienickim, w gminie Głowaczów. Leży przy drodze krajowej nr 48.
Do 1954 siedziba gminy Bobrowniki nad Radomką. W latach 1954–1972 wieś należała i była siedzibą władz gromady Miejska Dąbrowa. W latach 1975–1998 miejscowość administracyjnie należała do województwa radomskiego.
Wierni kościoła rzymskokatolickiego należą do parafii św. Wawrzyńca w Głowaczowie.